# Alex Polizzi
Pour les articles homonymes, voir Polizzi (homonymie).
 (mars 2018).
Si vous disposez d'ouvrages ou d'articles de référence ou si vous connaissez des sites web de qualité traitant du thème abordé ici, merci de compléter l'article en donnant les références utiles à sa vérifiabilité et en les liant à la section « Notes et références ».
Alex Polizzi, née Alessandra Maria Luigia Polizzi di Sorrentino le 28 août 1971 à Poplar, Londres (Royaume-Uni), est une hôtelière britannique d'origine franco-italienne, présentatrice de la série télévisée britannique The Hotel Inspector sur Channel 5.

## Jeunesse
Alessandra Polizzi, qui a pour grand-père maternel Lord Forte, vient d'une famille d'hôteliers qui fondèrent le groupe Forte (en). Sa mère, qui porte le nom d'Olga Polizzi, est la fille de Lord Forte et la sœur de Sir Rocco Forte. Son père était le comte Alessandro Polizzi, décédé dans un accident de voiture en 1980.
Alessandra a appris l'anglais au St Catherine's College d'Oxford. Elle s'est formée au Mandarin Oriental de Hong Kong et a travaillé pour Marco Pierre White. 

## Carrière
Alessandra Polizzi et son mari ont créé une boulangerie de vente en gros, Millers Bespoke Bakery, qui fournissait en pain et en pâtisserie françaises Selfridges, Harvey Nichols et Fortnum & Mason.
Elle gère l'hôtel Endsleigh à Milton Abbot, près de Tavistock dans le Devon, qui appartient à sa mère.
Polizzi a soutenu la campagne favorable au départ de l'Union Européenne lors du référendum britannique de 2016 sur l'appartenance à l'UE, mais a ensuite déclaré craindre que le Brexit ne menace l'offre de main-d'œuvre dans l'hôtellerie et restauration britannique.

## Télévision
Depuis 2008, Polizzi a présenté la série Channel 5 The Hotel Inspector, en remplacement de Ruth Watson. L'émission voit Polizzi visiter des hôtels britanniques en difficulté pour tenter d'inverser la situation en donnant des conseils et des suggestions aux propriétaires / gestionnaires et en entreprenant souvent des projets de rénovation en leur nom. 
Elle présente également la série BBC Two, Alex Polizzi: The Fixer, qui se concentre sur les entreprises familiales, pas seulement sur les hôtels. La première série a été diffusée en 2012, la seconde en 2013, la troisième en 2014 et une quatrième a été confirmée en 2015. 
Polizzi a également présenté une série revisitée intitulée The Fixer Returns en 2013, ainsi qu'une spéciale de Noël, diffusée en décembre 2013.
En octobre 2014, Polizzi a lancé une nouvelle série sur Channel 5, Secret Italy d'Alex Polizzi, où elle se rend dans des endroits moins connus d'Italie ou dans des villes connues. 
Le 30 octobre 2014, il a été annoncé que Polizzi serait l'hôte d'une nouvelle série de BBC Two, Alex Polizzi: Chefs on Trial, où elle se rendra dans divers magasins d'alimentation. La série a commencé à être diffusée le 20 avril 2015. 
Le 31 mars 2017, Polizzi a sorti Spectacular Spain avec Alex Polizzi puis Our Dream Hotel le 6 juin. 
À partir du 7 février 2018, elle a invité son restaurateur Oliver Peyton, son beau-frère irlandais, à se joindre à elle pour un nouveau restaurant, Rescue de la chaîne Peyton And Polizzi.

## Vie personnelle
Polizzi vit à Londres avec son mari Marcus Miller, qu'elle a épousé en 2007, avec leurs filles et leur fils. Polizzi est polyglotte et parle couramment l'anglais, l'italien, le français et le mandarin soutenu. Sa sœur Charlotte est mariée à Oliver Peyton, un restaurateur irlandais et un juge de la série télévisée de la BBC, Great British Menu. Sir Rocco Forte est son oncle. 
Elle a eu une éducation catholique et a passé tous les dimanches de son enfance à l'église de l'Immaculée Conception à Farm Street, à Londres.